# Frank Berghuis
Frank Berghuis, né à Vierhouten le 2 mai 1967, est un joueur de football international néerlandais actif dans les années 1980 et 1990. Il occupait le poste de milieu de terrain gauche et était surnommé « Pico ». Après sa carrière, il s'est reconverti comme entraîneur de jeunes. Il est le père du joueur Steven Berghuis.

## Carrière
Frank Berghuis commence le football à l'AGOVV Apeldoorn. Il passe ensuite par le club ASV Apeldoornse Boys et rejoint l'école de jeunes du PSV Eindhoven où il termine sa formation. Il est intégré au noyau de l'équipe première en 1984 mais ne s'impose pas dans l'effectif du club, ne jouant que trois rencontres de championnat et une de Coupe UEFA en deux ans. En 1986, il signe au VVV Venlo, où il reçoit sa chance et intègre le onze de base. Après deux ans, il part pour le PEC Zwolle. Un an plus tard, il s'engage avec le FC Volendam, où il reste également deux saisons.
En 1991, Frank Berghuis part pour l'étranger et rejoint les rangs du Galatasaray SK, un des grands clubs du championnat turc. Malheureusement, le club ne respecte pas son contrat et après deux mois, il retourne au FC Volendam. En juillet 1993, il part de nouveau à l'étranger, cette fois en Belgique, au KFC Lommelse SK. Il joue deux saisons dans le club limbourgeois et rentre ensuite aux Pays-Bas. Il signe un contrat avec les Cambuur Leeuwarden en 1995. C'est dans ce club qu'il met un terme à sa carrière professionnelle, en 2000.

### Sélection internationale
Frank Berghuis ne dispute qu'un match avec l'équipe nationale des Pays-Bas, le 20 décembre 1989 contre le Brésil. Ce match amical est organisé pour célébrer le centenaire de la KNVB. De nombreux joueurs habituels de l'équipe nationale sont blessés ou déclarés comme tels, ce qui force le sélectionneur Thijs Libregts à faire appel à de nombreux jeunes joueurs inexpérimentés. Il commence le match dans le onze de départ et est remplacé à l'heure de jeu par John van 't Schip. En 2014, il est toujours le seul joueur actif au FC Volendam à avoir été sélectionné en équipe nationale néerlandaise.

## Palmarès
- Champion des Pays-Bas en 1986 avec le PSV Eindhoven.

## Statistiques
| Saison                | Club                  | Championnat           | Championnat | Championnat | Coupe(s) nationale(s) | Coupe(s) nationale(s) | Compétition(s) continentale(s) | Compétition(s) continentale(s) | Compétition(s) continentale(s) | Pays-Bas | Pays-Bas | Total | Total |
| Saison                | Club                  | Division              | M.          | B.          | M.                    | B.                    | Comp.                          | M.                             | B.                             | M.       | B.       | M.    | B.    |
| 1984-1985             | PSV Eindhoven         | Eredivisie            | 1           | 1           | 0                     | 0                     | C3                             | 0                              | 0                              | 0        | 0        | 1     | 1     |
| 1985-1986             | PSV Eindhoven         | Eredivisie            | 2           | 0           | 0                     | 0                     | C3                             | 1                              | 0                              | 0        | 0        | 3     | 0     |
| 1986-1987             | VVV Venlo             | Eredivisie            | -           | -           | -                     | -                     | -                              | 0                              | 0                              | 0        | 0        | 0     | 0     |
| 1987-1988             | VVV Venlo             | Eredivisie            | -           | -           | -                     | -                     | -                              | 0                              | 0                              | 0        | 0        | 0     | 0     |
| 1988-1989             | PEC Zwolle            | Eredivisie            | 15          | 3           | -                     | -                     | -                              | 0                              | 0                              | 0        | 0        | 15    | 3     |
| 1989-1990             | FC Volendam           | Eredivisie            | 33          | 13          | -                     | -                     | -                              | 0                              | 0                              | 1        | 0        | 34    | 13    |
| 1990-1991             | FC Volendam           | Eredivisie            | 33          | 10          | -                     | -                     | -                              | 0                              | 0                              | 0        | 0        | 33    | 10    |
| 1991-1992             | Galatasaray SK        | Division 1            | 0           | 0           | 0                     | 0                     | -                              | 0                              | 0                              | 0        | 0        | 0     | 0     |
| 1991-1992             | FC Volendam           | Eredivisie            | -           | -           | -                     | -                     | -                              | 0                              | 0                              | 0        | 0        | 0     | 0     |
| 1992-1993             | FC Volendam           | Eredivisie            | -           | -           | -                     | -                     | -                              | 0                              | 0                              | 0        | 0        | 0     | 0     |
| 1993-1994             | KFC Lommelse SK       | Division 1            | 32          | 8           | 3                     | 4                     | -                              | 0                              | 0                              | 0        | 0        | 35    | 12    |
| 1994-1995             | KFC Lommelse SK       | Division 1            | 11          | 0           | 1                     | 0                     | -                              | 0                              | 0                              | 0        | 0        | 12    | 0     |
| 1995-1996             | Cambuur Leeuwarden    | Eerste Divisie        | -           | -           | -                     | -                     | -                              | 0                              | 0                              | 0        | 0        | 0     | 0     |
| 1996-1997             | Cambuur Leeuwarden    | Eerste Divisie        | -           | -           | -                     | -                     | -                              | 0                              | 0                              | 0        | 0        | 0     | 0     |
| 1997-1998             | Cambuur Leeuwarden    | Eerste Divisie        | -           | -           | -                     | -                     | -                              | 0                              | 0                              | 0        | 0        | 0     | 0     |
| 1998-1999             | Cambuur Leeuwarden    | Eredivisie            | -           | -           | -                     | -                     | -                              | 0                              | 0                              | 0        | 0        | 0     | 0     |
| 1999-2000             | Cambuur Leeuwarden    | Eredivisie            | -           | -           | -                     | -                     | -                              | 0                              | 0                              | 0        | 0        | 0     | 0     |
| Total sur la carrière | Total sur la carrière | Total sur la carrière | 127         | 35          | 4                     | 4                     | -                              | 1                              | 0                              | 1        | 0        | 133   | 39    |